# NGC 1740
NGC 1740 is een elliptisch sterrenstelsel in het sterrenbeeld Orion. Het hemelobject werd op 11 februari 1830 ontdekt door de Britse astronoom John Herschel.

## Synoniemen
- PGC 16589
- MCG -1-13-46
- NPM1G -03.0222